# Straight Outta Hardcore
Straight Outta Hardcore è il terzo album della band statunitense Good Clean Fun, pubblicato in vinile il 31 luglio 2001 da Phyte Records e ristampato in CD nel 2004 dalla Reflections Records. Le prime 7 tracce più No More (cover degli Youth of Today) apparivano già sull'EP Shawn King Can Suck It, uscito il mese precedente, in versione alternativa. La prima canzone compare come _ _ _ _ Your Platitude sulla cover del CD e sul disco stesso, ma viene citata come Forget Your Platitude nel booklet. Su Shawn King Can Suck It era chiamata Fuck Your Platitude.

## Tracce
Lato A
1. _ _ _ _ Your Platitude – 1:24
2. No Sacrifice Too Great – 1:20
3. Next Year in Jerusalem – 1:53
4. Time of My Life – 0:39
5. The Ice Cream Man Cometh – 1:46

Lato B
1. Today Was a Positive Day – 1:21
2. Today the Scene Tomorrow the World – 1:37
3. Last Night I Dreamt an Emo Kid Loved Me – 1:47
4. No More (cover degli Youth of Today) – 2:01
5. Straight Outta Hardcore – 1:52

## Formazione
- Issa Diao - voce
- Mike Phyte - chitarra, voce di fondo e artwork
- Alex Garcia-Rivera - batteria
- Steve Haritage - basso
- John Porcell - chitarra su No More
- Suzanne Van Bilsen - voce di fondo
- Ken Olden - mastering
- Carrie Whitney - Fotografia
- Mark Beemer - Fotografia sulla copertina